# Лайминг, Николай Александрович
Николай Александрович Лайминг (1847—1904) — полковник русской императорской армии, участник Среднеазиатских походов и русско-японской войны.

## Биография
Родился в 1847 году. 

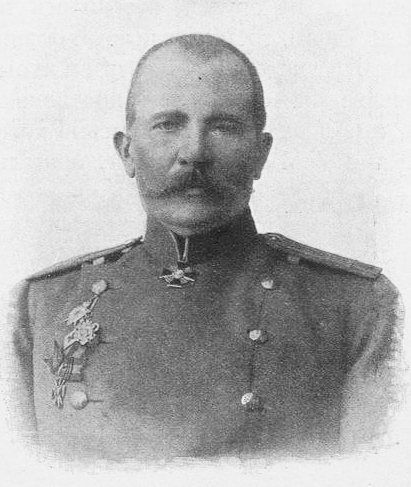
Н. А. Лайминг

Образование получил в Ревельской гимназии, в 1864 году вступил в службу юнкером в 100-й пехотный Островский полк.
В 1866 году был произведён в прапорщики, в 1874 году переведён в 79-й пехотный Куринский полк, в составе которого в 1878 г. участвовал в усмирении горцев Терской области и за отличие был произведён в капитаны и награждён орденом Святого Владимира 4-й степени с мечами и бантом.
В 1880—1881 гг. участвовал в Ахал-Текинской экспедиции генерала Скобелева и за отличие при штурме Геок-Тепе был награждён орденом Святого Станислава 2-й степени с мечами.
1 октября 1900 года Н. А. Лайминг был произведён в полковники и назначен командиром 238-го Клязминского резервного батальона, а 2 марта 1902 года — командиром 11-го Восточно-Сибирского стрелкового полка, во главе которого принял участие в русско-японской войне.
Погиб в 1904 году в бою под Тюренченом.